# Amietia
Amietia – rodzaj płazów bezogonowych z podrodziny Cacosterninae w rodzinie Pyxicephalidae.

## Zasięg występowania
Rodzaj obejmuje gatunki występujące w środkowej, wschodniej i południowej Afryce.

## Systematyka

### Etymologia
- Amietia: Jean-Louis Amiet (ur. 1936), francuski herpetolog, entomolog i ichtiolog[2].
- Afrana: łac. Africa „Afryka”; rodzaj Rana Linnaeus, 1758[3]. Gatunek typowy: Rana fuscigula A.M.C. Duméril & Bibron, 1841.

### Podział systematyczny
Do rodzaju należą następujące gatunki:
- Amietia angolensis (Bocage, 1866)
- Amietia chapini (Noble, 1924)
- Amietia delalandii (A.M.C. Duméril & Bibron, 1841)
- Amietia desaegeri (Laurent, 1972)
- Amietia fuscigula (A.M.C. Duméril & Bibron, 1841)
- Amietia hymenopus (Boulenger, 1920)
- Amietia inyangae (Poynton, 1966)
- Amietia johnstoni (Günther, 1894)
- Amietia moyerorum Channing, Dehling, Lötters & Ernst, 2016
- Amietia nutti (Boulenger, 1896)
- Amietia poyntoni Channing & Baptista, 2013
- Amietia ruwenzorica (Laurent, 1972)
- Amietia tenuoplicata (Pickersgill, 2007)
- Amietia vandijki (Visser & Channing, 1997)
- Amietia vertebralis (Hewitt, 1927)
- Amietia wittei (Angel, 1924)